# Tennessee Pass (Colorado)
Der Tennessee Pass ist ein Gebirgspass im Norden des US-Bundesstaates Colorado. Der Pass liegt auf der Grenze der Countys Eagle County und Lake County. Über den Pass führte auch eine Strecke der ehemaligen Bahngesellschaft Denver and Rio Grande Western Railroad.
Der Pass ist Teil der Kontinentalen Wasserscheide.